# Moto Club Manresa
El Moto Club Manresa és una entitat esportiva catalana dedicada al motociclisme i a l'automobilisme que fou fundada a Manresa el 1946. Entre les proves que ha organitzat en destaquen una de puntuable per al Campionat del Món, vint-i-una per als Campionats d'Espanya i més de cent per al Campionat de Catalunya. A finals de la dècada de 2000 centrava la seva activitat en les proves automobilístiques de muntanya (pujades de muntanya), ral·lis de clàssiques (motos i cotxes), motocròs, enduro i excursions culturals. El 2012 tenia més de 300 socis.